# Omar Blondin Diop
Omar Blondin Diop (* 18. September 1946 in Niamey; † 11. Mai 1973 auf der Île de Gorée) war ein senegalesischer Intellektueller, politischer Aktivist und aktives Mitglied der jungen marxistisch-leninistischen Bewegung Frankreichs und Senegals.

## Leben

Die Stationen in Omar Blondin Diops Leben zwischen Afrika, Europa und Asien

Omar Blondin Diop wurde 1946 in Niamey geboren, der Hauptstadt der damals französischen Kolonie Niger. Sein Vater, ein Arzt, war von Dakar, der Verwaltungshauptstadt von Französisch-Westafrika, in eine kleine Stadt in der Nähe von Niamey versetzt worden. Nachdem Diops Familie nach Senegal zurückkehren durfte, verbrachte er den größten Teil seiner Kindheit in Dakar. Im Alter von 14 Jahren zog er zu seinem Vater nach Frankreich und besuchte eine Schule in Paris.
Er absolvierte die Normale supérieure von Saint-Cloud, setzte sein Studium an der Universität von Nanterre fort und beschäftigte sich mit klassischen europäischen Denkern von Aristoteles und Kant bis Hegel und Rousseau. Er bewegte sich in linken Kreisen. Es war die Zeit, als sich antikapitalistische Bewegungen in Europa von Chinas Kulturrevolution inspirieren ließen und sich entschieden gegen die militärische Einmischung der USA in Vietnam aussprachen. Er war ein Weggefährte von Daniel Cohn-Bendit und Alain Krivine, mit dem er in der Anfangsphase der Protestbewegungen in Paris im Mai 1968 teilnahm.
In Paris lernte er auch Jean-Luc Godard kennen, der ihm anbot, neben Jean-Pierre Léaud und Anne Wiazemsky in seinem Film Die Chinesin mitzuwirken. In der Rolle spielte Diop quasi sich selbst, da er als senegalesischer Marxist in Nanterre über Marxismus referiert.
Im November 1971, nur wenige Tage vor dem ersten Staatsbesuch von Präsident Léopold Sédar Senghor in Mali seit mehr als einem Jahrzehnt, verhaftete die Polizei eine Gruppe, zu der auch Diop gehörte. Geheimdienste hatten sie seit Monaten überwacht. In Diops Tasche fanden sie einen Brief, in dem ihr Plan, ihre inhaftierten Freunde zu befreien, offenbar wurde. Diop wurde nach Senegal ausgeliefert und dort zu einer dreijährigen Haftstrafe verurteilt, weil er „eine Bedrohung für die nationale Sicherheit darstellt“. Den Großteil des Tages durften die Häftlinge im Gefängnis von Gorée ihre dunklen Zellen nicht verlassen.
Am 11. Mai 1973 starb Diop im Alter von nur 26 Jahren im Gefängnis. Drei Tage später schrieb die Regierungszeitung Le Soleil, die die Pressemitteilung der Gefängnisverwaltung wiedergab: „La commission de surveillance des prisons a constaté que le détenu Oumar Blondin Diop s’était donné la mort par pendaison dans sa chambre, aux environs de deux heures du matin.“ („Die Gefängnisüberwachungskommission stellte fest, dass der Häftling Oumar Blondin Diop Selbstmord begangen hat und gegen zwei Uhr morgens erhängt in seiner Zelle aufgefunden wurde.“) Als die Nachricht über Diops Tod bekannt wurde, kam es in der Hauptstadt zu Unruhen.
Diop ist zu einer Inspirationsquelle für Aktivisten und Künstler in Senegal und auf der ganzen Welt geworden. In den letzten Jahren wurde sein Leben in Ausstellungen und Filmen aufgegriffen. In seiner ehemaligen Gefängniszelle befindet sich heute eine Ausstellung des wichtigsten historischen Museums Senegals.